# Jacques Weber
Jacques Weber (París, 23 d'agost de 1949) és un actor, director de cinema, i guionista francès.

## Biografia

### Formació
Jacques Weber va néixer el 23 d'agost de 1949 a París en una família burgesa, d'un pare d'origen suís, físic després químic, politècnic i finalment director d'un laboratori i un mare ama de casa. Té un germà gran i dues germanes.
Estudiant al lycée Carnot, els seus companys van ser Francis Huster i Jacques Spiesser amb qui es va matricular al Conservatori municipal del 18è arrondissement de París. Va continuar les seves classes de teatre a l'école de la rue Blanche i es va incorporar al Conservatori el 1969, on obté un premi d'excel·lència. Va ser en aquest moment quan va conèixer Pierre Brasseur que es va convertir en el seu mentor, vivint al seu costat durant un any i mig. Va refusar entrar a la Comédie-Française i es va integrar al théâtre populaire de Reims de Robert Hossein.

### Carrera

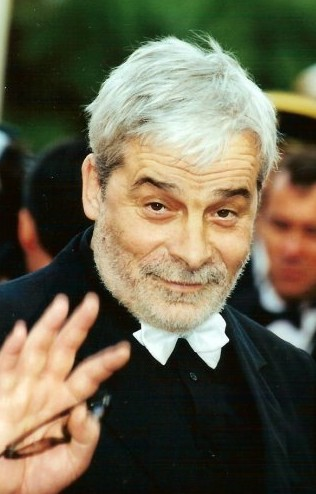
Jacques Weber al festival de Canes 1999.

El 1970, Marcel Cravenne el va contractar per actuar a Tartuffe a la televisió.
El 1972, va ser Haroun a Faustine et le Bel Été i va interpretar el paper d'Hugo a État de siège de Costa-Gavras. Des de R.A.S. (1973) d’Yves Boisset, també va obtenir papers principals a Le Malin Plaisir, seduït per la seva parella Claude Jade, interpreta el paper principal del jove escriptor Marc completament nu. En aquest policial de Bernard Toublanc-Michel descobreix un complot d'assassinat, després cau sota l'encís d'Anicée Alvina a Une femme fatale de Jacques Doniol-Valcroze.
De 1979 a 1985, va dirigir el Centre dramatique national de Lió (teatre del 8e), després, de 1986 a 2001, el Teatre de Niça, Centre Dramàtic Nacional de Niça-Costa Blava. Va interpretar i va dirigir els grans papers del teatre clàssic, inclòs Cyrano durant diverses temporades. Interpreta 500 vegades el paper principal de Cyrano de Bergerac, però a la pel·lícula Cyrano de Bergerac, el 1990, interpreta a De Guiche.
El 1982 va ser Bel-Ami de Guy de Maupassant en l'adaptació de Pierre Cardinal. A la televisió va interpretar, entre d'altres, Le Comte de Monte-Cristo de Denys de La Patellière i el jutge  Antoine Rives a la sèrie de Gilles Béhat.
El 1998, va interpretar a Don Juan, on seduïa Emmanuelle Béart. El 2008, va dirigir Isabelle Adjani en una adaptació televisiva de Figaro que va dirigir per a France 3.

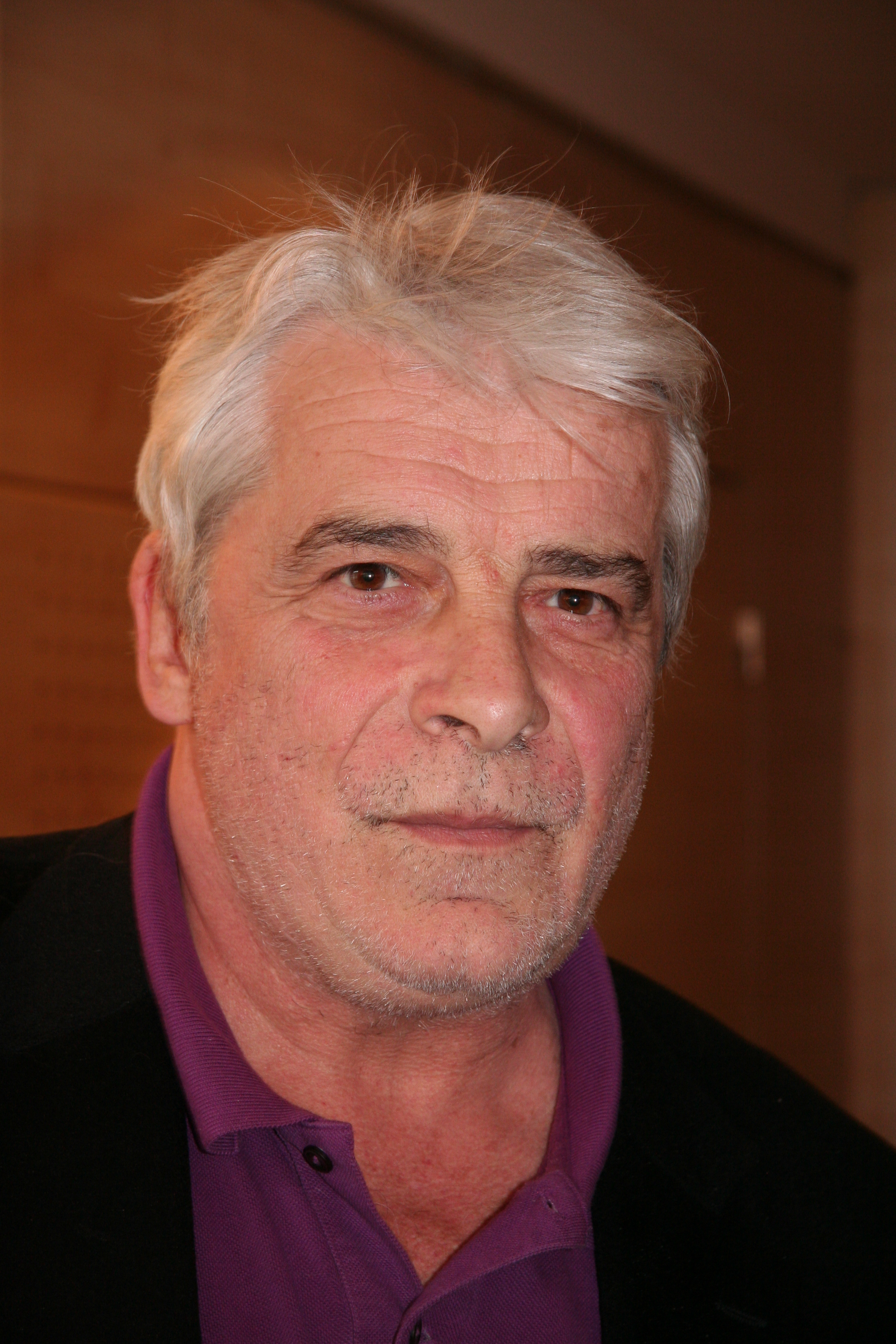
Jacques Weber el maig de 2007.

En 2013, a l'Ommegang de Brussel·les, va interpretar el paper de Carles V.

### Preses de posició
Jacques Weber es defineix com un “comunista pur i dur“. Durant la primera volta de les eleccions presidencials franceses de 2012 va votar pel candidat socialista François Hollande, tement una desunió de l'esquerra.
El 10 de setembre de 2016, durant el programa de televisió On n'est pas couché a France 2, va ser convidat per Jean-Luc Mélenchon al plató. Aleshores declara donar suport al candidat de França Insubmisa a les eleccions presidencials de 2017, alhora que especifica que res és definitiu i que prefereix esperar a veure quina serà la situació el 2017.
En el marc de les eleccions presidencials de 2022, va llançar una crida, retransmesa a les xarxes socials, per fer una trobada amb Jean-Luc Mélenchon, a qui torna a donar suport a la primera ronda, el 13 de febrer de 2022 a Montpeller. A continuació, apareix en un clip emès a l'obertura d'aquesta reunió.

El desembre de 2023 és signatari del polèmic fòrum N'effacez pas Gérard Depardieu amb l'objectiu, en particular, de defensar la presunció d'innocència de Gérard Depardieu, aleshores acusat de violació, agressió sexual i assetjament sexual. L’1 de gener va presentar les seves disculpes. Va declarar : 
| « | Mesuro la meva ceguesa cada dia. Com a reflex d'amistat, vaig signar de pressa, sense preguntar, sí que vaig signar, oblidant les víctimes i el destí de milers de dones al món que pateixen un estat de coses acceptat des de fa massa temps […] La meva signatura va ser una altra violació | » |

### Vida privada
Jacques Weber es va casar el febrer de 1981 amb Christine Weber, que es va convertir en la seva ajudant. Tenen tres fills, dos nois anomenats Tommy (director) i Stanley (còmic), i una filla, Kim (fotògrafa).

## Filmografia

### Cinema

#### Llargmetratges
- 1971 : Raphaël ou le Débauché de Michel Deville : L'amic d'Alfred
- 1972 : Faustine et le Bel Été de Nina Companeez : Haroun
- 1972 : L'Humeur vagabonde d'Édouard Luntz :
- 1972 : État de siège de Costa-Gavras : Hugo
- 1973 : R.A.S. d'Yves Boisset : Alain Charpentier
- 1973 : Projection privée de François Leterrier : Philippe / El comediant
- 1974 : La Femme aux bottes rouges de Juan Luis Buñuel : Pintor
- 1975 : Une femme fatale de Jacques Doniol-Valcroze : Philippe Mathelin
- 1975 : I baroni de Giampaolo Lomi : Carlo
- 1975 : Aloïse de Liliane de Kermadec : L'enginyer
- 1975 : Le Malin Plaisir de Bernard Toublanc-Michel : Marc Lancelot
- 1977 : Un amour de sable de Christian Lara : Pierre Gouin
- 1979 : L'Adolescente de Jeanne Moreau : Jean
- 1984 : Rive droite, rive gauche de Philippe Labro : Guarrigue
- 1985 : Une vie suspendue de Jocelyne Saab : Karim
- 1985 : Escalier C de Jean-Charles Tacchella : Conrad
- 1986 : Suivez mon regard de Jean Curtelin : Le client du café
- 1986 : Un homme et une femme : Vingt ans déjà de Claude Lelouch : Lui-même
- 1988 : La visione del sabba de Marco Bellocchio : Prof. Cado
- 1989 : À deux minutes près d'Éric Le Hung : Tristan
- 1989 : Le Crime d'Antoine de Marc Rivière : Julien
- 1990 : Cyrano de Bergerac de Jean-Paul Rappeneau : Comte De Guiche
- 1990 : Lacenaire de Francis Girod : Jacques Arago
- 1993 : Rupture(s) de Christine Citti : Un clochard
- 1995 : Le Petit Garçon de Pierre Granier-Deferre : El pare
- 1996 : Beaumarchais, l'insolent d'Édouard Molinaro : Duc De Chaulnes
- 1998 : Don Juan de lui-même :Don Juan
- 1998 : Que la lumière soit ! d'Arthur Joffé : Professeur Lang
- 1999 : Tôt ou tard d'Anne-Marie Étienne : Pierre
- 2003 : Sept Ans de mariage de Didier Bourdon : Claude
- 2006 : Les Aristos de Charlotte de Turckheim : Comte Charles Valéran
- 2007 : Les Ambitieux de Catherine Corsini : Saint-Clair
- 2007 : Odette Toulemonde d'Éric-Emmanuel Schmitt : Olaf Pims
- 2008 : Intrusions d'Emmanuel Bourdieu : André de Saché
- 2009 : Le Bal des actrices de Maïwenn : Lui-même
- 2009 : Fais-moi plaisir ! d'Emmanuel Mouret : Le père d'Elisabeth
- 2010 : Ensemble, c'est trop de Léa Fazer : Roger
- 2012 : Sur la piste du Marsupilami d'Alain Chabat : Papa Dan
- 2012 : Arrête de pleurer Pénélope de Corinne Puget et Juliette Arnaud : Aimé Badaroux
- 2012 : Bienvenue parmi nous de Jean Becker : Max
- 2012 : Le Grand Retournement de Gérard Mordillat : Le banquier Weber
- 2012 : Mauvaise Fille de Patrick Mille : Professeur Lecoq
- 2013 : Un prince (presque) charmant de Philippe Lellouche : Charles Lavantin
- 2014 : Les Yeux jaunes des crocodiles de Cécile Telerman : Marcel Grobz
- 2015 : Les Bêtises de Rose et Alice Philippon : André Burdini
- 2016 : Mort à Sarajevo de Danis Tanović : Jacques
- 2018 : Hier de Bálint Kenyeres : Werner
- 2019 : Andy de Julien Weill : Serge
- 2022 : Le Monde d'hier de Diastème : Luc Gaucher
- 2022 : L'Origine du mal de Sébastien Marnier : Serge

#### Curtmetratges
- 2002 : La Panne de Pierre Pampini : Le mari
- 2006 : Le Poids du silence de David Benmussa
- 2012 : Désolée pour hier soir d'Hortense Gélinet : Marc

### Televisió

#### Sèries de televisió
- 1979 : Le Comte de Monte-Cristo : Edmond Dantès / Comte Monte-Cristo
- 1983 : Les Poneys sauvages : Georges Saval
- 1983 : Bel ami : Georges Duroy dit Bel-Ami
- 1989 : Sentiments : Dr. Golstein
- 1993 : Antoine Rives, le juge du terrorisme : Antoine Rives
- 1994 : Aventures dans le Grand Nord : Pierre
- 1996 : La Femme de la forêt : Lucas
- 1996 : L'histoire du samedi : Daniel
- 2001 : Tel père, telle flic : Commissaire Nordey
- 2007 : La Lance de la destinée : Jacques Beranger
- 2009 : Les Héritières : Ottavio Della Rocca
- 2014 : Cherif : Patrick Abkarian
- 2015 : Le Passager : Jean-Pierre Toinin
- 2017 : La Mante : Charles Carrot
- 2018 : Tu vivras ma fille : Professeur Grezly
- 2018-2019 : Philharmonia : Jean Barizet
- 2022 : En thérapie : Alain

#### Telefilms
- 1970 : Lancelot du Lac de Claude Santelli : Gauvain
- 1972 : Mauprat de Jacques Trébouta : Mauprat
- 1973 : Hilda Muramer de Jacques Trébouta : Frédérick von Glauda
- 1977 : Le Loup blanc de Jean-Pierre Decourt : Capitaine Didier
- 1977 : Les Rebelles de Pierre Badel : Léon Larguier
- 1979 : Bernard Quesnay de Jean-François Delassus : Bernard Quesnay
- 1981 : Les Amours de Jacques le fataliste de Jacques Ordines : Le maître
- 1987 : Vaines recherches de Nicolas Ribowski : Claude Schneider
- 1991 : Le Dernier mot de Gilles Béhat : Serge
- 1996 : Papa est un mirage de Didier Grousset : Philippe
- 2000 : Bérénice de Jean-Daniel Verhaeghe : Antiochus
- 2001 : L'Affaire Kergalen de Laurent Jaoui : Jean Laguennec
- 2001 : Mausolée pour une garce d'Arnaud Sélignac : Henri Taride
- 2002 : Ruy Blas de lui-même : Don César
- 2009 : Folie douce de Josée Dayan : Claude Monceau
- 2011 : Mystère au Moulin Rouge de Stéphane Kappes : Harold Meyer
- 2011 : Joseph l'insoumis de Caroline Glorion : Joseph Wresinski
- 2018 : Meurtres en Haute-Savoie de René Manzor : Francis Garibaldi

## Teatre
- 1969 : Tchao de Marc-Gilbert Sauvajon, posada en escena Jacques-Henri Duval, théâtre Saint-Georges

### Dècada del 1970
- 1971 : La Convention Belzébir de Marcel Aymé, posada en escena René Dupuy
- 1971 : Crime et Châtiment de Fiodor Dostoïevski, posada en escena Robert Hossein, Reims
- 1972 : Les Bas-fonds de Maxime Gorki, posada en escena Robert Hossein, Reims, théâtre de l'Odéon
- 1973 : Jean-Baptiste Poquelin posada en escena Jacques Weber
- 1973 : Les Fourberies de Scapin de Molière, posada en escena Jacques Weber
- 1975 : Crime et Châtiment de Fiodor Dostoïevski, posada en escena Robert Hossein, théâtre de Paris
- 1976 : Le Neveu de Rameau de Denis Diderot, posada en escena Jacques Weber
- 1977 : La Putain respectueuse de Jean-Paul Sartre, posada en escena Jacques Weber, théâtre Gérard Philipe
- 1977 : Le Nouveau Monde de Villiers de l'Isle-Adam, posada en escena Jean-Louis Barrault, théâtre d'Orsay
- 1977 : Arrête ton cinéma de Gérard Oury, posada en escena de l'auteur, théâtre du Gymnase
- 1978 : Maître Puntila et son valet Matti de Bertolt Brecht, posada en escena Guy Rétoré, théâtre de l'Est parisien
- 1979 : La Mégère apprivoisée de William Shakespeare, posada en escena Jacques Weber

### Dècada del 1980
- 1980 : Le Mariage de Figaro de Beaumarchais, posada en escena Françoise Petit et Maurice Vaudaux, Centre dramatique national de Lyon, théâtre de Paris
- 1980 : Les Amours de Jacques le Fataliste de Denis Diderot, posada en escena Francis Huster
- 1980 : Deux heures sans savoir, posada en escena Jacques Weber Centre dramatique national de Lyon
- 1980 : Spartacus de Bernard-Joseph Saurin, posada en escena Jacques Weber, Centre dramatique national de Lyon
- 1982 : Une journée particulière d'après le film d'Ettore Scola, posada en escena Françoise Petit, Centre dramatique national de Lyon, théâtre du 8° à Lyon
- 1983 : Le Rêve de d'Alembert de Denis Diderot, posada en escena Jacques Kraemer, Centre dramatique national de Lyon
- 1983 : Cyrano de Bergerac d'Edmond Rostand, posada en escena Jérôme Savary, théâtre Mogador, Centre dramatique national de Lyon
- 1985 : Deux sur la balançoire de William Gibson, posada en escena Bernard Murat
- 1985 : À vif posada en escena Jacques Weber
- 987 : Monte Cristo d'après Alexandre Dumas, posada en escena Jacques Weber, théâtre de Nice, Grande Halle de la Villette
- 1987 : Dom Juan de Molière, posada en escena Francis Huster, théâtre Renaud-Barrault
- 1988 : Monte Cristo d'après Alexandre Dumas, posada en escena Jacques Weber, théâtre de Nice
- 1988 : Nocturnes, d'après Amok ou le Fou de Malaisie i Lettre d'une inconnue de Stefan Zweig, adaptació Jacques Weber, posada en escena Jacques Weber et Serge Marzolff
- 1988 : Le Misanthrope de Molière, posada en escena Jacques Weber

### Dècada del 1990
- 1990 : Le Chant du départ de Ivane Daoudi, posada en escena Jean-Pierre Vincent, théâtre de Nice
- 1990 : Le Misanthrope de Molière, posada en escena Jacques Weber, théâtre de la Porte Saint Martin
- 1991 : Seul en scène, posada en escena Jacques Weber
- 1991 : Maman Sabouleux et 29 degrés à l'ombre d'Eugène Labiche, posada en escena Isabelle Nanty
- 1991 : L'École des femmes de Molière, posada en escena Jean-Luc Boutté, théâtre Hébertot, théâtre des Célestins
- 1992 : Mystification montage de textes de Denis Diderot, posada en escena Jacques Weber
- 1993 : La Mégère apprivoisée de William Shakespeare, posada en escena Jérôme Savary, théâtre national de Chaillot, théâtre de Nice
- 1994 : Le Tartuffe de Molière, posada en escena Jacques Weber, théâtre Antoine
- 1995 : Le Tartuffe de Molière, posada en escena Jacques Weber, théâtre de Nice, théâtre des Célestins
- 1996 : La Tour de Nesle de Roger Planchon d'après Alexandre Dumas, posada en escena Roger Planchon, théâtre de Nice, TNP Villeurbanne
- 1996 : Gustave et Eugène d'après Gustave Flaubert, posada en escena Jacques Weber, Arnaud Bédouet
- 1997 : La Tour de Nesle de Roger Planchon d'après Alexandre Dumas, posada en escena Roger Planchon, théâtre Mogador
- 1998 : Une journée particulière d'après le film d'Ettore Scola, posada en escena Jacques Weber, théâtre de Nice, théâtre de la Porte-Saint-Martin
- 1999 : La Controverse de Valladolid de Jean-Claude Carrière, posada en escena Jacques Lassalle, théâtre de l'Atelier

### Dècada del 2000

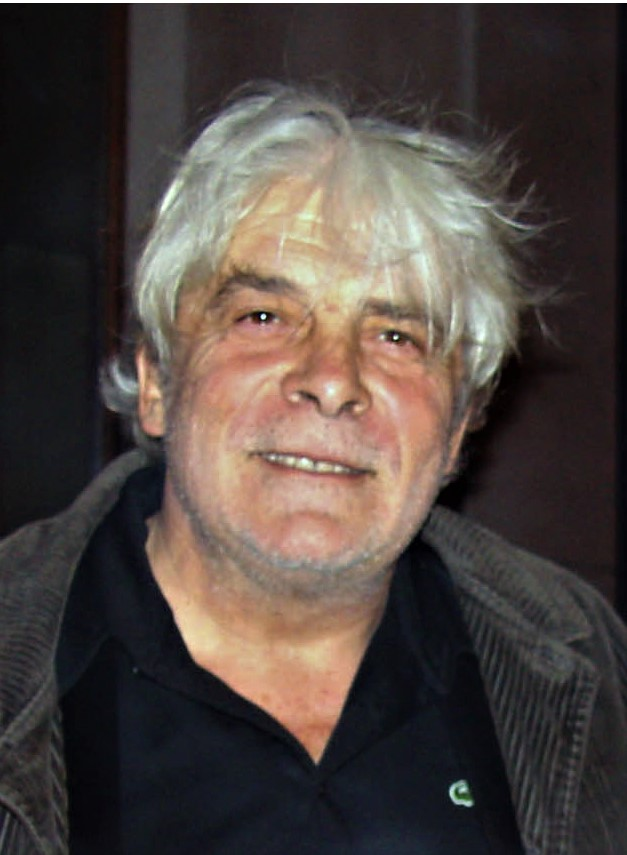
L'acteur en 2007.

- 2000 : La Vie de Galilée de Bertolt Brecht, posada en escena Jacques Lassalle, théâtre national de la Colline, théâtre de la Croix-Rousse
- 2002 : Phèdre de Jean Racine, posada en escena Jacques Weber, théâtre Déjazet (amb Carole Bouquet)
- 2002 : Le Limier, d'Anthony Shaffer, posada en escena Didier Long, théâtre de la Madeleine
- 2003 : Jacques Weber raconte... Monsieur Molière ! d'après Mikhaïl Boulgakov
- 2004 : L'Évangile selon Pilate d'Éric-Emmanuel Schmitt, posada en escena Christophe Lidon, théâtre Montparnasse
- 2004 : Seul en scène, théâtre de la Gaîté-Montparnasse
- 2004 : Ondine de Jean Giraudoux, posada en escena Jacques Weber, théâtre Antoine (avec Laetitia Casta, Xavier Gallais, Vytas Kraujelis, Anne Suarez, Xavier Thiam et Samuel Jouy)
- 2006 : Cyrano, adaptation Christine Weber, posada en escena André Serré, théâtre de la Gaîté-Montparnasse
- 2006 : Love Letters d'Albert Ramsdell Gurney, posada en escena Sandrine Dumas
- 2007-2008 : Débats 1974-1981, segons els debats televisats entre Valéry Giscard d'Estaing i François Mitterrand per les eleccions presidencials franceses de 1974 i de 1981, dirigida per Jean-Marie Duprez, amb Jean-François Balmer al théâtre de la Madeleine
- 2008 : Sacré nom de dieu d'Arnaud Bédouet segons la correspondència de Gustave Flaubert, posada en escena Loïc Corbery, théâtre de la Gaîté-Montparnasse
- 2009 : César, Fanny, Marius de Marcel Pagnol, adaptació i posada en escena Francis Huster, théâtre Antoine
- 2009 : Seul en scène, théâtre Marigny

### Dècada del 2010
- 2010 : Solness le constructeur d'Henrik Ibsen, posada en escena Hans-Peter Cloos, théâtre Hébertot
- 2010 : Éclats de vie de et posada en escena Jacques Weber, théâtre Hébertot
- 2011 : Quelqu'un comme vous de Fabrice Roger-Lacan, posada en escena Isabelle Nanty, théâtre du Rond-Point, théâtre Marigny, tournée
- 2012 : Éclats de vie de et posada en escena Jacques Weber, tournée
- 2013 : Le Prix Martin d'Eugène Labiche, posada en escena Peter Stein, Théâtre de l'Odéon
- 2013 : La Dame de la mer d'Henrik Ibsen, posada en escena Jean-Romain Vesperini, Théâtre Montparnasse
- 2014 : Le roman de Monsieur Molière de Mikhaïl Boulgakov, posada en escena Christine Weber, tournée
- 2014 : Hôtel Europe de Bernard-Henri Lévy, posada en escena Dino Mustafić, Théâtre de l'Atelier[15]
- 2014 : Gustave d'Arnaud Bédouet, d'après la correspondance de Gustave Flaubert, Théâtre de l'Atelier
- 2015 : L'Avare de Molière, posada en escena Jean-Louis Martinelli, Théâtre Montansier, tournée, théâtre Déjazet
- 2016 : La Dernière Bande de Samuel Beckett, posada en escena Peter Stein, Théâtre de l'Œuvre
- 2016-2017 : Le Temps et la chambre de Botho Strauss, posada en escena Alain Françon, théâtre national de Strasbourg, TNP de Villeurbanne, théâtre de la Colline
- 2017 : 1988, le débat Mitterrand-Chirac, avec François Morel, théâtre de l'Atelier
- 2018 : Hugo au bistrot, d'après les textes de Victor Hugo, tournée et La Scène Thélème à Paris
- 2018 : Le Tartuffe de Molière, posada en escena Peter Stein, théâtre de la Porte Saint-Martin
- 2019 : Architecture de Pascal Rambert, posada en escena de l'autor, festival d'Avignon després théâtre des Bouffes-du-Nord i gira

### Dècada del 2020
- 2020 : Crise de nerfs : Une demande en mariage, Le Chant du cygne, Les Méfaits du tabac d'Anton Tchekhov, posada en escena Peter Stein, théâtre de l'Atelier
- 2021 : Le Roi Lear de William Shakespeare, posada en escena Georges Lavaudant, théâtre de la Porte-Saint-Martin
- 2022 : Molière, spectacle hommage à Molière avec François Marthouret, théâtre de Poche-Montparnasse
- 2022 : A Vif, Conception amb Greg Zlap (harmònica) i Pascal Contet (acordió), théâtre de Poche-Montparnasse
- 2023 : Ranger de Pascal Rambert, posada en escena de l'auteur, théâtre des Bouffes-du-Nord
- 2023 : Weber à vif, spectacle musical avec Greg Szlapczynski et Pascal Contet, La Scala (Paris)
- 2023 : Ruy Blas de Victor Hugo, posada en escena Jacques Weber, théâtre Marigny

## Publicitat
- 2004 : Danacol, per Danone.

## Publicacions
Jacques Weber publica Des petits coins de paradis l’octubre de 2009, sla seva primera història, que relata la seva vida com a artista i les seves amistats.
- À vue de nez. Mengès, 1985, Plantilla:Nb p.
- Molière. Jour après jour. Avec la collaboration de Bernard Weber. Ramsay : Archimbaud, 1995, Plantilla:Nb p.
- Des petits coins de paradis. Pour mémoire(s), Cherche-Midi, 2009, Plantilla:Nb p. ISBN 978-2-7491-1413-2
- Cyrano, ma vie dans la sienne, Stock, 2011, Plantilla:Nb p. ISBN 978-2-234-07171-1
- J'aurais aimé être un rebelle, avec Caroline Glorion, Presses de la Renaissance, 2014, Plantilla:Nb p. ISBN 978-2-7509-0780-8
- La brûlure de l'été, Stock, Plantilla:Nb p.
- Vivre en bourgeois, penser en demi-dieu, Fayard, 2018
- L'entrée des mots, éditions de l'Observatoire, 2019, Plantilla:Nb p.
- Paris-Beyrouth, Le Cherche-Midi, 2020, Plantilla:Nb p.
- On ne dit jamais assez aux gens qu'on les aime, éditions de l'Observatoire, 2023.

### Àudiollibre
- 1994 : Matisse Chorégraphe: La Danse, Editions Claude Garrandes, 1994 ISBN 2-909770-02-8
- 2004 : Le Joueur d'échecs, de Stefan Zweig, Éditions Thélème, Paris, 2005 ISBN 978-2-87862-293-5

## Distincions

### Premis
- 16a cerimònia dels Premis César : César al millor actor secundari per Cyrano de Bergerac.
- Molière d'honor : 2022

### Nominacions
- Globes de Cristal 2015 : Millor comediant de teatre per Gustave
- Molières 2022 : Molière de l'actor en un espectacle de teatre públic per a El rei Lear